# Unitate de Primiri Urgențe

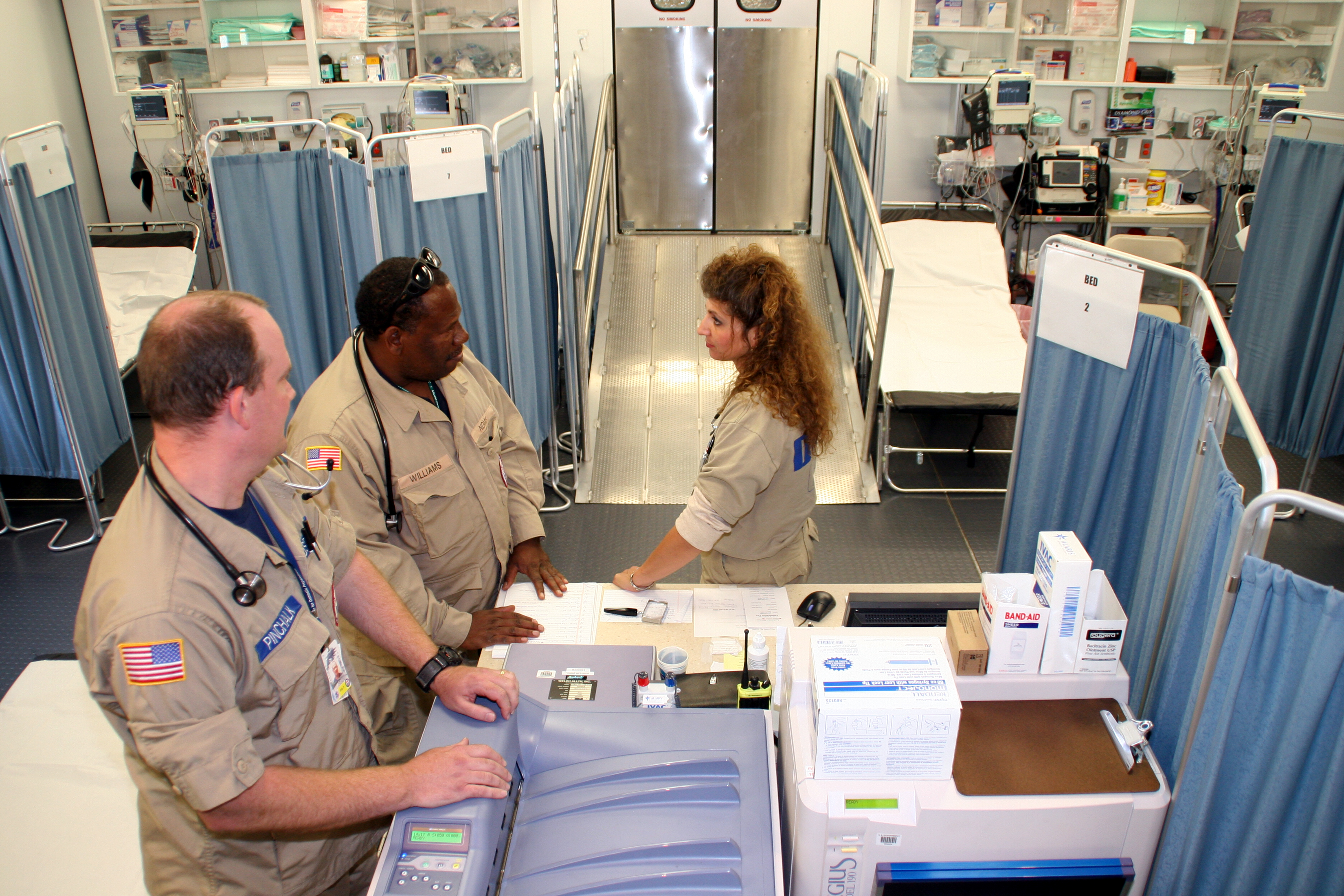
Zona principală de primire a pacienților din cadrul Unității Medicale Mobile din Belle Chasse, Louisiana

Unitate de primire urgențe (UPU) este o secțieo  sau secție clinică aflată în structura unui spital județean, regional sau în structura spitalelor aparținând ministerelor și instituțiilor cu rețele sanitare proprii, care, are personal propriu, special pregătit și este destinată triajului, evaluării și tratamentului de urgență ale pacienților cu afecțiuni acute, care, se prezintă la spital spontan sau care sunt transportați de ambulanțe.

## Caracteristici
În speță, Unitatea de Primiri Urgențe, denumită și secția de urgență, este o unitate de tratament medical specializat în medicină de urgență, unde pacienții se pot prezenta fără o programare prealabilă, fie prin mijloace proprii, fie cu ajutorul ambulanței. Secția de urgență se află de obicei într-un spital sau în alt centru de asistență medicală primară.
Datorită naturii neplanificate a prezenței pacientului, secția trebuie să ofere tratament inițial pentru un spectru larg de boli și leziuni, dintre care unele pot pune viața în pericol și necesită o atenție medicală imediată. În unele țări, secția de urgență a devenit un punct important de acces la asistență medicală, pentru cei fără alte mijloace.

## Clasificare
Unitățile UPU sunt clasificate în două categorii:
- UPU de tip I, aflată în cadrul spitalelor regionale de urgență de nivel de competență IA sau IB de profil pediatrie. În situația în care unitățile sanitare nominalizate au în structură unități SMURD terestre sau aerian|aeriene implicate în activitatea prespitalicească, UPU sunt de tip IA;
- UPU de tip II, în cadrul spitalelor județene de urgență și al spitalelor de urgență din municipiul București de nivel de competență IIA. În situația în care unitățile sanitare nominalizate au în structură unități SMURD terestre sau aeriene implicate în activitatea prespitalicească, UPU sunt de tip IIA.

## Legăturiexterne
- Arhivat în 31 iulie 2021, la Wayback Machine. Spitalul Clinic de Urgență București, UPU-SMURD
- Use of emergency departments for less- or non-urgent care (Canada) (Canadian Institute for Health Information)
- Overuse of Emergency Departments Among Insured Californians (US) (California HealthCare Foundation, October 2006)
- ED visits (US) (National Center for Health Statistics)
- Academic Emergency Medicine Arhivat în 10 iunie 2017, la Wayback Machine., ISSN 1069-6563, Elsvier
- Physicians on Call:  California's Patchwork Approach to Emergency Department Coverage Arhivat în 9 august 2017, la Wayback Machine.
- Wait Time for Treatment in Hospital Emergency Departments, 2009. Hyattsville, Md.: U.S. Department of Health and Human Services, Centers for Disease Control and Prevention, National Center for Health Statistics, 2012.
- Friday Night at the ER (Simulation game and education program about Emergency Department crowding)